# 大新秋海棠
大新秋海棠（学名：Begonia daxinensis）为秋海棠科秋海棠属的植物。分布在中国大陆的广西等地，一般生于石上阴湿处，目前尚未由人工引种栽培。